# Nani Nani
Nani Nani je společné studiové album Johna Zorna a Yamantaka Eye. Album vyšlo v říjnu 1995 u vydavatelství Tzadik Records. Jedná se o improvizovanou hudbu. Sequel alba vyšel v roce 2004 pod názvem Naninani II.

## Seznam skladeb
Autory všech skladeb jsou John Zorn a Yamantaka Eye.
| Pořadí         | Název                       | Délka |
| -------------- | --------------------------- | ----- |
| 1.             | Eep Man                     | 1:07  |
| 2.             | Test Tube                   | 3:11  |
| 3.             | Thank You for Not Thinking  | 2:36  |
| 4.             | Pulp Wars                   | 2:57  |
| 5.             | Sticky Beethoven's Pipeline | 1:15  |
| 6.             | Laughing Eskimo             | 1:28  |
| 7.             | Damascus                    | 1:11  |
| 8.             | Yoga Dollar                 | 5:17  |
| 9.             | Propolution                 | 1:36  |
| 10.            | My Rainbow Life             | 1:44  |
| 11.            | Bad Hawkwind                | 18:13 |
| 12.            | We Live                     | 0:56  |
| Celková délka: | Celková délka:              | 41:38 |

## Obsazení
- Yamantaka Eye – hlasy, bicí
- John Zorn – saxofon, harmonika, kytara, sitár, sampler